# 四萬十號列車
四萬十號列車（日语：しまんと）是一列由日本四國旅客鐵道（JR四國）和土佐黑潮鐵道所經營的特急列車，主要行駛於香川縣高松市的高松與高知縣的高知之間，另每日有一班下行列車會繼續駛入由土佐黑潮鐵道所經營的中村線至四萬十市的中村，以及下午一班由宿毛線的宿毛站開出的上行回程列車。
列車名稱取自於高知縣西南部四萬十川而命名。

## 背景
當瀨戶大橋還未投入使用前，由本州到四國的列車，會從宇野經宇高航路到達高松後再接續鐵路，當時，來往高松至高知縣的特急列車全稱作「南風」。1988年4月10日，瀨戶大橋線正式開通，「南風」號改由本州的岡山站出發，原由高松開出的餘下班次，則改稱為「四萬十」後繼續營運。1989年，又將原來的急行列車「土佐」及「足摺」編入系統內。

## 運行模式
2025年隨時間表改正後，現時共提供2來回、共4個班次的服務。下行班次均於上午開出；而上行班次則安排早上及晚上各1班。當中2號、3號為來往高松～高知間；下行1號則伸延至中村線的中村站，至於上行4號則於黃昏由宿毛線的宿毛站開回至高松站。所需時間為高松～高知間最快為2小時11分（上行）、高松往中村為4小時、宿毛往高松為4小時22分。
過往，JR四國常將「四萬十」與「南風」於宇多津站或多度津站進行併結或解結，並在予讚線內同步開出。編排上，「南風」為靠向高知一端，而「四萬十」則為靠向岡山或高松方，下行列車方面，由岡山開出的「南風」會先入站，而「四萬十」則隨後入站，反之亦然，拆結時，「四萬十」會先行離開，然後才到「南風」離開。隨着班次的增減，2025年時間表改正前，仍然有兩班「四萬十」與「南風」併結的班次。
但是，近年來亦因着黃金週、御盆及年末年始等長假期因素，JR四國會將原來的併結安排取消，使所有直通高知縣的列車由增加車廂後的「南風」負責，原來併結的「四萬十」則縮至多度津站或宇多津站。相關乘客需要在相關的月台換乘列車以繼續旅程。
2016年3月26日起，原本只提供部份特急停靠的大杉站，改為全列車停靠。
2024年3月16日起，8號由高知起發、伸延至宿毛站，使「四萬十」於2022年撤出宿毛線，2年後得以重新駛入宿毛線。2025年3月15日起，最後與「南風」2往復的併結也正式取消，直接編入「南風」體系內，原來「四萬十」的乘客須改用快速「Sunport」及「南風接力號」接駁至高松；而餘下的4班「四萬十」亦改為單獨運行。

## 停車站
自2016年起「四萬十」所有班次都停靠大杉站後，基本上除了土佐黑潮鐵道的土佐上川口站只有下行1班列車停靠外，其餘車站均為全停車站。另外，宇多津站亦因應不再與「南風」進行併解結，因而全數改為通過不停靠。
| 會社名稱        | 會社名稱 | JR四國 | JR四國 | JR四國 | JR四國 | JR四國 | JR四國 | JR四國 | JR四國   | JR四國 | JR四國 | JR四國   | JR四國 | JR四國 | JR四國 | JR四國 | JR四國 | JR四國 | JR四國 | JR四國   | JR四國 | 土佐黑潮鐵道 | 土佐黑潮鐵道 | 土佐黑潮鐵道 | 土佐黑潮鐵道 | 土佐黑潮鐵道 | 土佐黑潮鐵道 | 土佐黑潮鐵道 | 土佐黑潮鐵道 |
| 路線名          | 路線名   | 予讚線 | 予讚線 | 予讚線 | 予讚線 | 土讚線 | 土讚線 | 土讚線 | 土讚線   | 土讚線 | 土讚線 | 土讚線   | 土讚線 | 土讚線 | 土讚線 | 土讚線 | 土讚線 | 土讚線 | 土讚線 | 土讚線   | 土讚線 | 中村線       | 中村線       | 中村線       | 中村線       | 中村線       | 宿毛線       | 宿毛線       | 宿毛線       |
| 運行本數        | 号数     | 高松   | 坂出   | 丸龜   | 多度津 | 多度津 | 善通寺 | 琴平   | 阿波池田 | 大歩危 | 大杉   | 土佐山田 | 後免   | 高知   | 旭     | 朝倉   | 伊野   | 佐川   | 須崎   | 土佐久禮 | 窪川   | 窪川         | 土佐佐賀     | 土佐上川口   | 土佐入野     | 中村         | 中村         | 平田         | 宿毛         |
| --------------- | -------- | ------ | ------ | ------ | ------ | ------ | ------ | ------ | -------- | ------ | ------ | -------- | ------ | ------ | ------ | ------ | ------ | ------ | ------ | -------- | ------ | ------------ | ------------ | ------------ | ------------ | ------------ | ------------ | ------------ | ------------ |
| 下行1班         | 1號      | ●      | ●      | ●      | ●      | ●      | ●      | ●      | ●        | ●      | ●      | ●        | ●      | ●      | ●      | ●      | ●      | ●      | ●      | ●        | ●      | ●            | ●            | ●            | ●            | ●            | ●            |              |              |
| 下行1班 上行1班 | 3號 2號  | ●      | ●      | ●      | ●      | ●      | ●      | ●      | ●        | ●      | ●      | ●        | ●      | ●      |        |        |        |        |        |          |        |              |              |              |              |              |              |              |              |
| 上行1班         | 4號      | ●      | ●      | ●      | ●      | ●      | ●      | ●      | ●        | ●      | ●      | ●        | ●      | ●      | ●      | ●      | ●      | ●      | ●      | ●        | ●      | ●            | ●            | ←            | ●            | ●            | ●            | ●            | ●            |
| 停車本數        | 下行     | 2      | 2      | 2      | 2      | 2      | 2      | 2      | 2        | 2      | 2      | 2        | 2      | 2      | 1      | 1      | 1      | 1      | 1      | 1        | 1      | 1            | 1            | 1            | 1            | 1            | 1            | 0            | 0            |
| 停車本數        | 上行     | 2      | 2      | 2      | 2      | 2      | 2      | 2      | 2        | 2      | 2      | 2        | 2      | 2      | 1      | 1      | 1      | 1      | 1      | 1        | 1      | 1            | 1            | 0            | 1            | 1            | 1            | 1            | 1            |

## 歷史

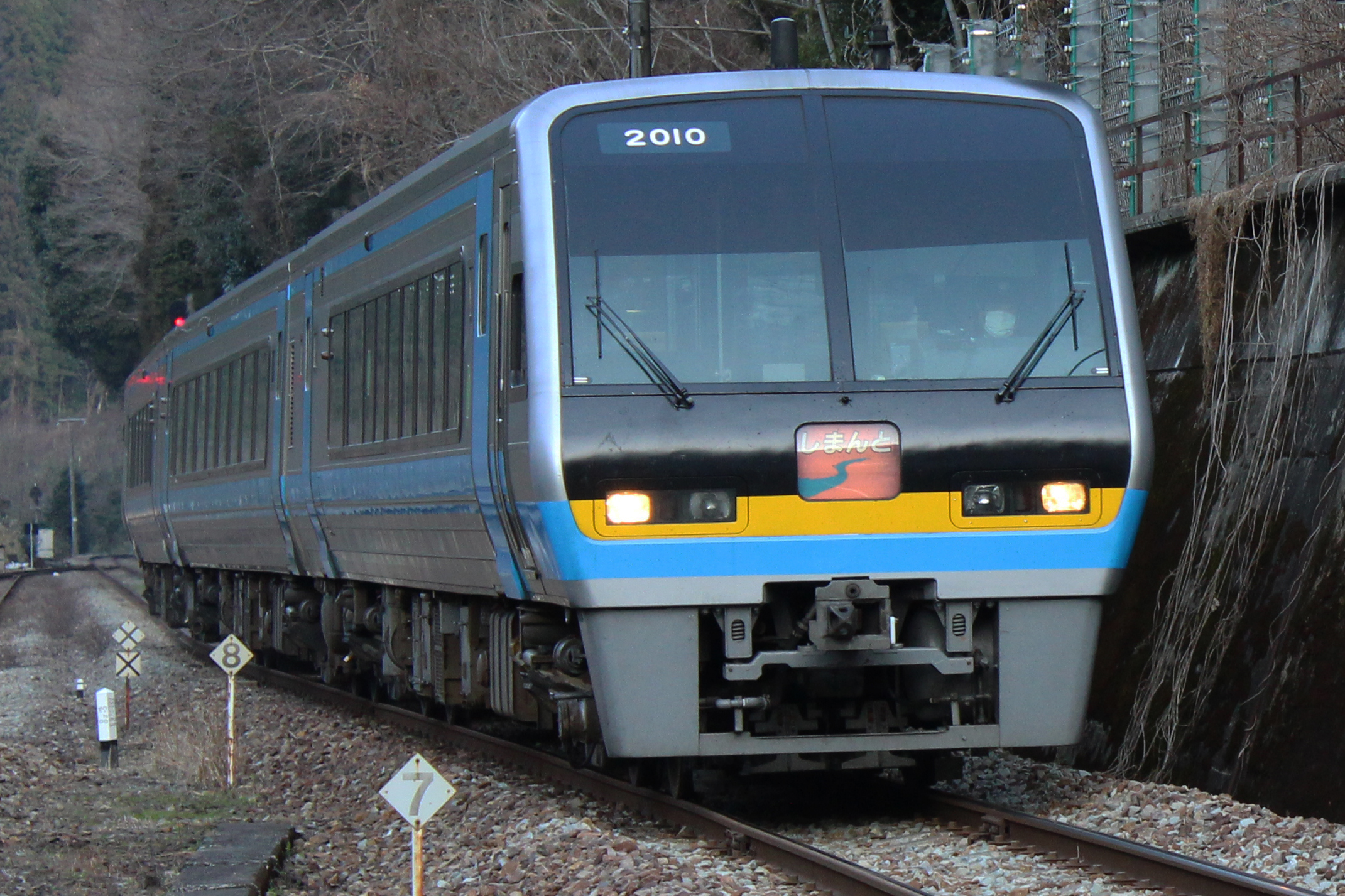
使用2000系量產型車輛運行的四萬十1號列車。2014年3月攝於附近。

- 1988年4月10日：隨瀨戶大橋線開通、「南風」改由岡山站開出，原繼續由高松站開出的列車改稱為L特急「四萬十」，當初設定為3往復。
- 1989年：

- 3月11日：2000系試作車「TSE」以臨時列車形式，於高松～高知之間1往復投入。
- 7月22日：1班急行「土佐」及「足摺」昇格並併入系統內、增加至每日4往復。

- 1990年11月21日：因1往復「土佐」昇格及增加班次，每日共提供6往復。
- 1991年11月21日：增加1往復，共提供7往復。

- 又，當中的「四十萬」6號，只停靠阿波池田、琴平、丸龜及坂出四站，創造了最快速的1小時59分車程，首次少於2小時。

- 1993年3月18日：統一使用2000系列車。
- 1997年：

- 10月1日：隨宿毛線開業，部份列車改由宿毛站起訖。
- 11月29日：增發2往復、共9往復。

- 1998年：

- 3月14日：2往復於多度津～高知間與「南風」併結。
- 9月24日：受高知豪雨引發大規模的山泥傾瀉及路基破壞等狀況，阿波池田～高知間暫停運行。

- 9月25日多度津～高知間、9月26日～10月30日阿波池田～高知間以代行巴士行走。
- 10月31日起阿波池田～大杉間重開，替代巴士區間縮短至大杉～高知間。

- 12月25日：全區間重開。

- 1999年3月13日：取消與「南風」併結並直接拼入，同時減1往復，共提供6往復[10]。
- 2001年3月3日：與「南風」列車併結減1上行，共提供下行6班、上行5班。
- 2002年3月23日：與「南風」増解結指定由宇多津站進行[11]。
- 2003年10月1日：與「南風」併結列車減下行1班，共提供5往復。
- 2005年：

- 3月2日：因發生土佐黑潮鐵道宿毛站衝突事件，宿毛～中村間暫停服務。
- 6月13日：東宿毛站～中村站間重開，東宿毛臨時作為特急停車站。
- 11月1日：宿毛～東宿毛間重開，東宿毛站恢復只停普通列車。

- 2007年3月18日：下行1班延長至中村。
- 2008年3月15日：全席禁煙[12]。
- 2011年3月12日：隨時間表改正，有以下改動[13]：

- 高知站5時發車的2號新設。
- 「南風」26號與「四萬十」6號不再併結、「南風」併結列車減至3往復。
- L特急稱呼取消。
- 列車上的吸煙空間正式廢除。

- 2012年3月17日：隨時間表改正，有以下改動[14]：

- 6號發車時間延遲，改與「南風」24號併結。
- 下行1號及上行10號止於高知，原來路段由「足摺」號承繼。自此所有「四萬十」列車均止於高知。

- 2013年3月16日：「四萬十」9號與「南風」25號併結作業由宇多津站改為多度津站[15]。
- 2014年3月15日：1號與「足摺」3號統合，「四萬十」重新乘入中村線[16]。
- 2016年3月26日：7號發車時間延後，與「南風」17號併結。全部列車在大杉站停車[3]。
- 2019年：

- 3月16日：10號與「足摺」12號統合、「四萬十」重新駛入宿毛站。
- 9月3日：1號及10號改用2700系。

- 2020年：

- 5月16日：受2019冠状病毒病影響，客量減少及市民自肅的情況下，至6月12日為止、4, 6, 7, 9 及相應的「南風」併結班次4, 21, 24, 25號暫停行駛；1號及10號介乎高松～高知間暫停服務、3, 8號也因為「南風」1, 28號當日暫停岡山～字多津區間而停止併結，改為獨自行經高松～高知路段。
- 7月18日：2號及7號改用2700系。

## 外部連結
- JR四國車両情報＜2700系特急気動車＞
- JR四國車両情報＜2000系特急気動車＞（页面存档备份，存于）
- 特急車両2000系 - 土佐くろしお鉄道[]